# Jens Pedersen
Jens Johan Pedersen, född 1873, död 1934, var en dansk försäkringsman.
Pedersen var en av Danmarks främsta försäkringsmän under början av 1900-talet, blev politices doktor 1915 och var från 1917 direktör för Nordisk Livsforsikring AS och i Nordisk Ulykkesforsikring AS. Pedersen publicerade, förutom en rad artiklar i fackpressen, ett flertal större försäkringsvetenskapliga arbeten, bland annat Om et Livsforsikringsselskabs Økonomi (2 band, 1915-22).